# Alexander Fornjinju Tatabong
Alexander Fornjinju Tatabong est un chef traditionnel camerounais originaire du Lebialem, dans la région du Sud-Ouest du pays, qui s'est installé à Melong, où il acquiert des terres et construit une chefferie traditionnelle Grassfield/Bamiléké.   
Il est le fondateur de l'Aire de repos de Melong, du Lenale ndem Museum et, plus récemment, à la suite de la crise anglophone au Cameroun, du Lenale ndem bilingual nursery and primary school (LNBNPS).  

## Biographie

### Carrière
Alexander Fornjinju Tatabong est gendarme de métier. À la fin de sa carrière, au début des années 1980, il est dans les environs de Nkongsamba. Lorsqu'il prend sa retraite, il ne revient pas s'installer dans le Lebialem, son département d'origine où il est d'ascendance royale. Il acquiert des terrains vierges et des parcelles à Melong, où transite l'importante diaspora des Grassfields. Il investit dans la construction d'auberges pour les voyageurs. Dès son arrivée à Melong en 1982, il est l'un des premiers à promouvoir son Aire de repos, anticipant la croissance de ce marché. 
Alexander Fornjinju Tatabong investit également dans une usine de transformation du café. En 2017, un conflit séparatiste éclate dans les régions anglophones du Cameroun, entraînant un afflux de déplacés internes dans la ville de Melong. Alexander Fornjinju Tatabong transforme sa chefferie et ses domaines en centre d'hébergement d'urgence. Il conçoit et construit des bâtiments pour le LNBNPS. Il est également collectionneur d'art et promoteur du Lenale ndem Museum,. 